# WIA (firma)
WIA spol. s r. o. je česká firma. Je alternativním telekomunikačním operátorem, která byla založena roku 2002. K jejímu růstu přispělo v průběhu času i několik akvizic se společnostmi jako Nextra, Ipex, AVI, Temify a naposledy v roce 2019 se společností Casablanca INT. Společnost WIA se zaměřuje na telekomunikační služby pro domácnosti, firemní segment, státní správu a v rámci velkoobchodu i ostatní operátory. 